# Voyage au centre de la Terre (jeu vidéo)
Pour les articles homonymes, voir Voyage au centre de la Terre (homonymie).
Voyage au centre de la Terre est un jeu vidéo d'aventure pour PC développé par Frogwares et sorti en France le 4 novembre 2003. La trame du jeu est inspirée du roman éponyme de Jules Verne, Voyage au centre de la Terre.

## Synopsis
Le joueur incarne une jeune femme nommée Ariane, photoreporter pour le magazine "Horizon". Lors d'un voyage en Islande par hélicoptère, celui-ci s'écrase sur un volcan nommé le Sneffel. L'héroïne se retrouve seule, le pilote ayant disparu. C'est alors qu'en cherchant une issue dans une sombre faille, Ariane chute et se retrouve sur une plage de sable fin. À sa grande surprise, elle ne tarde pas à apprendre qu'elle vient d'entrer dans un monde souterrain situé en-dessous du volcan.

## Système de jeu
Le joueur contrôle le personnage d'Ariane selon une vue à la troisième personne. Tous les personnages du jeu sont en 3D et se déplacent dans des décors fixes en 2D grâce à une interface point & click en 2,5D. Le système de jeu est ainsi identique à celui du jeu d'aventure Syberia (2002), sorti un an auparavant.
Le joueur dispose d'un pointeur qui lui permet de fouiller les décors et de détecter les zones d'interactions. Une icône de main apparaît par exemple lorsqu'un objet peut être ramassé par Ariane : un clic gauche permet de faire entrer cet objet dans l'inventaire qui apparaît dans la partie basse de l'écran. Dans d'autres situations, le clic gauche permet de parler avec un personnage non-joueur ou d'observer un simple fait. Le clic droit sert à ouvrir l'inventaire à tout moment : les objets qui y sont stockés peuvent être utilisés entre eux afin d'obtenir des objets plus intéressants à utiliser (associer une lime et une plaque de fer permet par exemple d'obtenir une plaque de fer limée).
Ariane dispose également dès le début du jeu d'un ordinateur portable qui lui permet de recevoir des e-mails afin de connaître la situation à la surface. L'ordinateur permet également de stocker des documents et informations, mais aussi de visionner les clichés du futur photoreportage d'Ariane, qui sont pris soit automatiquement à certains moments-clés du jeu, soit manuellement à l'aide de l'appareil photo.

## Développement
Voyage au centre de la Terre est le second jeu développé par Frogwares après Sherlock Holmes : Le Mystère de la momie. Le studio se tourne vers un moteur de jeu plus moderne, abandonnant le gameplay en 3D précalculée au profit d'un univers en 2.5D inspiré du jeu Syberia (2002). Outre le système de jeu, l'inspiration de Syberia est également scénaristique : le joueur dirige une héroïne coupée de ses proches, évoluant dans un univers mi-réaliste, mi-onirique.
Frogwares se tourne vers l'univers de Jules Verne en abandonnant temporairement le personnage de Sherlock Holmes exploité dans son précédent jeu. « Après cette aventure du détective, nous voulions travailler sur quelque chose qui repose davantage sur la découverte et l'imagination » explique Waël Amr, directeur de Frogwares, en 2004. « Nous voulions alterner, j'avais envie de créer des décors steampunk, d'aller loin dans ce côté parallèle de la vie vernienne. J'adore l'art nouveau et l'art déco, et là on s'est vraiment régalé. Voyage au Centre de la Terre a une belle histoire. C'était un peu trop ambitieux pour la taille de notre studio, mais c'est un jeu toujours apprécié du public. Nous avons même fait un remaster cette année pour corriger des bugs et enlever des puzzles par trop perfectibles » précise-t-il en 2008.
Au cours du développement, l’éditeur du jeu demande que les dialogues ne dépassent pas un total de 10 000 mots. La décision crée une frustration pour le directeur de Frogwares, qui explique en 2004 à l’occasion d’une interview : « La restriction sur les dialogues nous a empêchés d’aller plus en profondeur dans le caractère des personnages et a cantonné les interactions avec les personnages non joueurs à de simples discours du type « Bonjour, aide-moi / Fais ça / Merci ». Le jeu aurait gagné en qualité et en intérêt si nous avions pu créer des dialogues plus détaillés ». À seulement trois mois de la fin du projet, l’éditeur décide également de raccourcir d’un mois le temps attribué au développement. « Cela a obligé l’équipe à travailler jour et nuit. Cela nous a empêchés de peaufiner le jeu et certains éléments du jeu souffrent de ce manque de temps » commente ultérieurement Waël Amr, qui ajoute : « Il s'agit de deux erreurs typiques d’un éditeur non professionnel, focalisé sur le retour sur investissement immédiat sans porter de véritable attention aux développeurs et aux joueurs. Je regrette de ne pas m’être battu contre eux à l’époque pour réaliser un meilleur produit ».

## Accueil
- Adventure Gamers : 4/5[4]

## Postérité
Après la sortie du jeu, Frogwares conserve le même moteur de jeu que Voyage au Centre de la Terre pour créer Sherlock Holmes : La Boucle d'argent (2004), qui adopte ainsi le même gameplay en 2.5D. L'année suivante, le développeur se tourne de nouveau vers l'univers de Jules Verne avec son jeu 80 Jours (2005). Le studio abandonne ensuite l'exploitation de sa licence Jules Verne, qui ne rencontre par le succès commercial attendu.